# Tucuruí Airport
Tucuruí Airport är en flygplats i Brasilien.   Den ligger i kommunen Tucuruí delstaten Pará, i den centrala delen av landet, 1 300 km norr om huvudstaden Brasília. Tucuruí Airport ligger 252 meter över havet.
Terrängen runt Tucuruí Airport är platt åt sydost, men åt nordväst är den kuperad. Tucuruí Airport ligger uppe på en höjd. Närmaste större samhälle är Tucuruí, 5,1 km öster om Tucuruí Airport.
Runt Tucuruí Airport är det i huvudsak tätbebyggt. Runt Tucuruí Airport är det glesbefolkat, med 12 invånare per kvadratkilometer.